# Antona (Massa)
Antona is een plaats (frazione) in de Italiaanse gemeente Massa.